# Cash-Cash
 (mai 2020).
Si vous disposez d'ouvrages ou d'articles de référence ou si vous connaissez des sites web de qualité traitant du thème abordé ici, merci de compléter l'article en donnant les références utiles à sa vérifiabilité et en les liant à la section « Notes et références ».
Pour les articles homonymes, voir Cash-Cash (homonymie).
Cash-Cash est une pièce d'Albert Husson d'après une pièce d'Alistair Foot et d'Anthony Marriott. Créée en 1969 au Théâtre Fontaine. Elle a été diffusée 17 décembre 1971 sur la première chaîne de l'ORTF dans le cadre de l'émission Au théâtre ce soir

## Argument
Afin d'attirer des clients pour leur faire acheter une maison du type avant-gardiste, un promoteur demande à son directeur des ventes et à une actrice, embauchée pour la cause, de jouer les faux couples. En effet, la maison est fort peu fonctionnelle et invendable. De plus, l'architecte y a planté un arbre dans le grand salon pour faire joli.
Les pigeons arrivent en les personnes de M. et Mme Cooper. Mais rien ne se passe comme prévu. Il s'avère que Mme Cooper n'est pas madame Cooper mais la maîtresse de celui-ci et que la maison a été vendue entre-temps à une autre personne. M. Cooper découvre le pot-aux-roses au hasard d'une conversation téléphonique dont il n'était pas le destinataire…

## Fiche technique
- Auteur : Alistair Foot (1930-1971)et Anthony Marriott

- Adaptation : Albert Husson d'après la pièce britannique Uproar in the House créée le 19-10-1967 à Londres
- Mise en Scène : Michel Vocoret
- Réalisation : Pierre Sabbagh
- Décors : Donald Cardwell
- Costumes : Donald Cardwell
- Chef de production : Paul Clavel
- Directeur de la vision : Jean Rachou
- Ingénieur du son : Henri Delagnes
- Cadreurs : Jacques Baujard, Jean-Claude Doche, Marcel Grussi, Marcel Moulinard
- Direction de la scène : Edward Sanderson
- Directeur de la photographie : Bernard Durand
- Script : Yvette Boussard
- Script assistant : Guy Mauplot
- Date et lieu d'enregistrement : 17 décembre 1971 au théâtre Marigny

## Distribution
- Françoise Fleury : Monica Johnson
- Jacqueline Fynnaert : Miss Willby
- Claire Maurier : Caroline Saintclair
- Jacques Marin : Mr Lockwood
- Darry Cowl : William Wilson
- Jean Lefebvre : Murdock Cooper
- Rolande Ségur : Madame Cooper
- Jacques Balutin : David Proser
- Albert Pilette : Le détective
- Annick Berger : La vraie Madame Cooper